# Yentl-Syndrom
Der Begriff Yentl-Syndrom weist auf den unterschiedlichen Verlauf von Herzinfarkten bei Frauen im Vergleich zu Männern hin und auf eine lange Zeit männerkonzentrierte Forschung und Wissenschaft. So wurden in den USA bis Mitte der 1990er-Jahre neue Herz-Medikamente ausschließlich an Männern getestet.
Eingeführt wurde der Begriff 1991 in einer wissenschaftlichen Arbeit von Dr. Bernadine Healy mit dem Titel The Yentl Syndrome. Healy spielt damit auf den Film Yentl an, in dem Barbra Streisand als jüdische Frau die Rolle eines Mannes einnimmt, um an einer Religionsschule zu studieren.